# Hydaticus dorsiger
Hydaticus dorsiger är en skalbaggsart som beskrevs av Aubé 1838. Hydaticus dorsiger ingår i släktet Hydaticus och familjen dykare. Inga underarter finns listade i Catalogue of Life.

## Bildgalleri

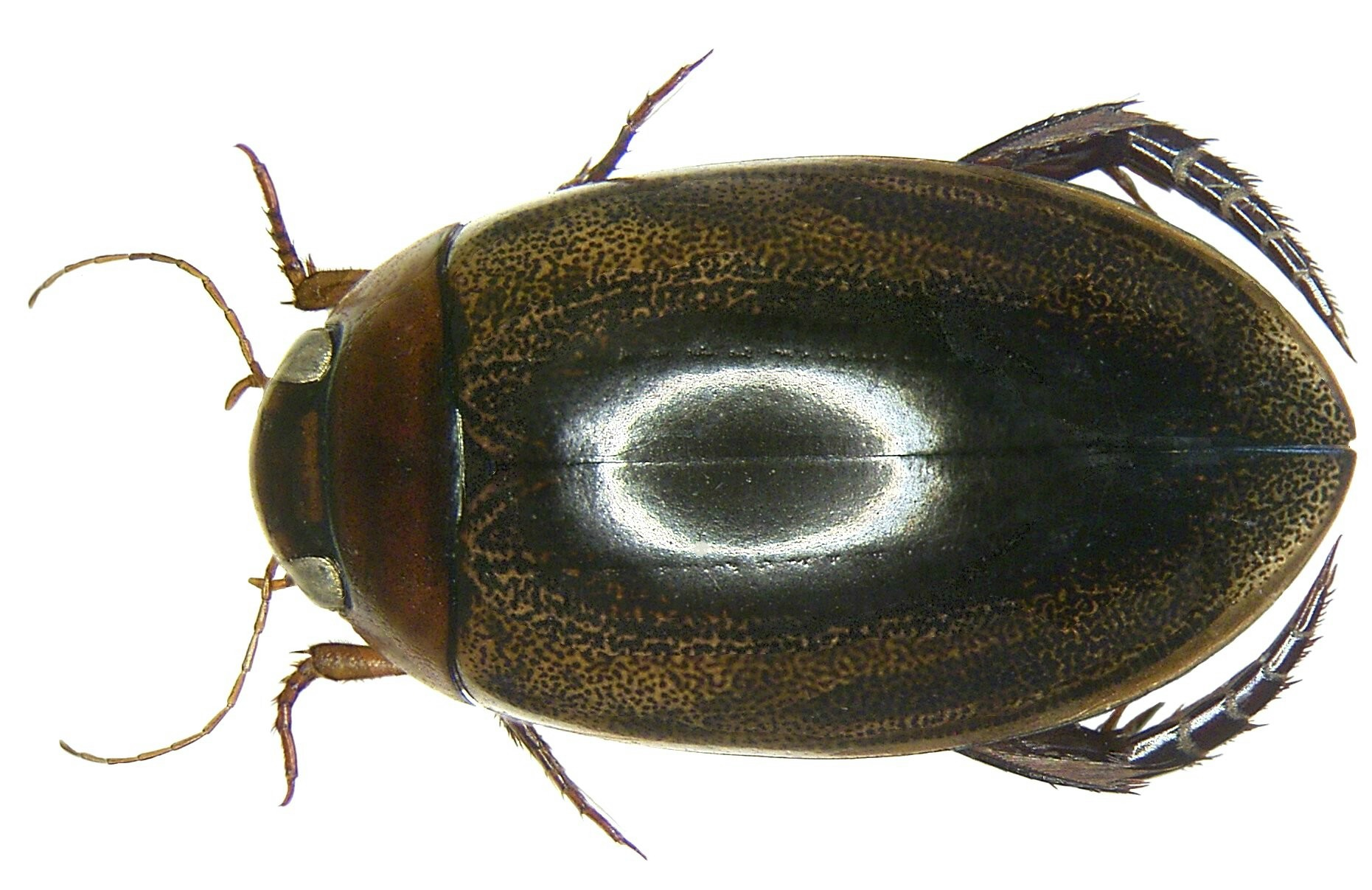